# Jan Suchowacki
Jan Suchowacki (ur. 17 lutego 1939) – polski samorządowiec i ekonomista, w latach 1995–1997 wicewojewoda zielonogórski.

## Życiorys
Syn Harasyma. Absolwent ekonomiki rolnictwa na Akademii Ekonomicznej we Wrocławiu. Pracował m.in. jako wicedyrektor kombinatu rolnego w Kożuchowie.
Wieloletni działacz Zjednoczonego Stronnictwa Ludowego i Polskiego Stronnictwa Ludowego. W 1989 kandydował do Senatu w okręgu zielonogórskim (zajął ostatnie miejsce z 2,92% poparcia). Od 1995 do 1997 pełnił funkcję wicewojewody zielonogórskiego, odpowiedzialnego m.in. za gospodarkę. W 1998 bez powodzenia kandydował do sejmiku lubuskiego. W latach 1999–2007 pozostawał skarbnikiem w Urzędzie Marszałkowskim Województwa Lubuskiego, następnie przeszedł na emeryturę.
W 1999 odznaczony Krzyżem Kawalerskim Orderu Odrodzenia Polski.